# Josh Hart
Josh Hart (ur. 3 marca 1995 w Silver Spring) – amerykański koszykarz, występujący na pozycji rzucającego obrońcy, obecnie zawodnik New York Knicks.
6 lipca 2019 trafił w wyniku wymiany do New Orleans Pelicans. 8 lutego 2022 został wytransferowany do Portland Trail Blazers. 9 lutego 2023 trafił do New York Knicks w wyniku transferu.

## Osiągnięcia

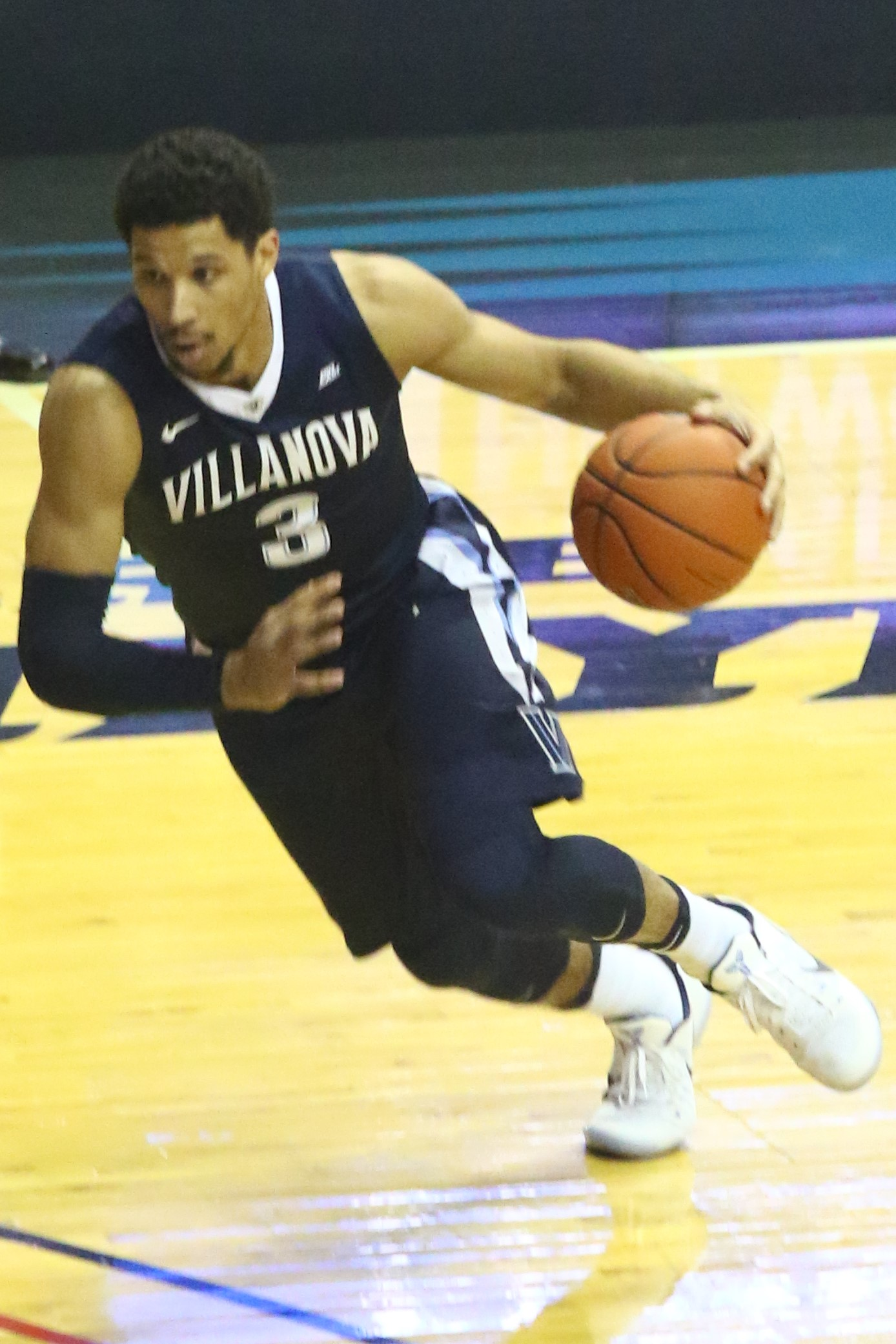
Hart w barwach Villanova Wildcats (2017).

Stan na 13 września 2023, na podstawie, o ile nie zaznaczono inaczej.

### NCAA
- Mistrz NCAA (2016)
- Uczestnik turnieju NCAA (2014–2017)
- Mistrz:
  - turnieju konferencji Big East (2017)
  - sezonu zasadniczego Big East (2014–2017)
- Zawodnik roku konferencji Big East (2017)[6]
- Most Outstanding Player (MOP=MVP) turnieju:
  - Big East (2015, 2017)[7]
  - Charleston Classic (2017)
- Najlepszy rezerwowy Big East (2015)
- Defensywny zawodnik roku Big East (2017)[8]
- Laureat nagród:
  - Senior CLASS Award (2017)[9]
  - Julius Erving Award (2017)[10]
  - Robert V. Geasey Trophy (2017)[11]
- Zaliczony do:
  - I składu:
    - All-American (2017)
    - Big East (2016, 2017)
    - turnieju:
      - Big East (2015, 2016)
      - Charleston Classic (2017)
      - NIT Season Tip-Off (2016)

    - debiutantów Big East (2014)
    - NCAA Final Four (2016)[12]

  - III składu All-American (2016 przez NABC)
- Lider strzelców Big East (2017)[13]
- Drużyna Villanova Wildcats zastrzegła należący do niego numer 3

### Reprezentacja
- Uczestnik mistrzostw świata (2023 – 4. miejsce)[14]